# ایویکا مایستروویچ
ایویکا مایستروویچ (انگلیسی: Ivica Majstorović؛ زادهٔ ۲۰ سپتامبر ۱۹۸۱) بازیکن فوتبال اهل آلمان است.
از باشگاه‌هایی که در آن بازی کرده‌است می‌توان به باشگاه فوتبال گیانینا و باشگاه فوتبال پانیونیوس اشاره کرد.